# بندر بيلا
بندر بيلا (بالصومالية: Bandar Beyla)‏ هي مدينة ساحلية تطل على مضيق غواردافوي بمحافظة باري شمال شرق الصومال، وهي عاصمة مقاطعة بندر بيلا .

## خلفية تاريخية
تقع بندر بيلا في منطقة رأس معبر )، التي كانت تاريخيًا بمثابة معلم هام للبحارة الذين يسافرون بين شبه الجزيرة العربية والقرن الأفريقي.
تشتهر بندر بيلا الساحلية بمراكبها المتنوعة أو القوارب ذات التصميم القديم التي شيدت بدون مسامير.
تعرضت المدينة لأضرار جسيمة من جراء موجة التسونامي الذي أعقب زلزال المحيط الهندي عام 2004.

## الإدارة
في أكتوبر 2015 أطلقت حكومة بونتلاند بالتعاون مع منظمة كالو غير الحكومية المحلية و الأمم المتحدة، مشروعا لإعداد تعداد سكاني لجمع المعلومات الأساسية من أجل تسهيل التخطيط للخدمات الاجتماعية وتطويرها، فضلاً عن تحصيل الضرائب في المناطق النائية، ووفقًا لمسؤولين كبار في بونتلاند، فقد أجري مسح مماثل بالفعل في البلدات القريبة من طريق جاروي - بوساسو السريع الرئيسي، ومن المقرر أن تبدأ مبادرة التعداد السكاني الجديدة في مقاطعة بيلا بالإضافة إلى مقاطعة إيل ومقاطعة جريبان.

## التركيبة السكانية
يبلغ عدد سكان بندر بيلا حوالي 16700 نسمة. في حين يصل عدد سكان مقاطعة بندر بيلا إلى 14376 نسمة.

## التعليم
وفقًا لوزارة التربية والتعليم في بونتلاند، فإن هناك 13 مدرسة ابتدائية في بندر بيلا، من ضمنها رسول-معبر وكلولي، وعريس وقوتن.

## روابط خارجية
- بايلا ، الصومال